# Aithiopia

Mögliche antike Vorstellung der Welt nach Herodot

Aithiopia (altgriechisch Αἰθιοπία Aithiopía, Ethnonym αἰθίοψ aithíops, in der Antike von αἴθειν aíthein, deutsch ‚brennen‘ und ὤψ ṓps, deutsch ‚Gesicht‘ abgeleitet, als Bezeichnung der dunkelhäutigen Bewohner; lateinisch Aethiopia) ist eine antike geographische Bezeichnung für eine große Region, die neben dem eigentlichen Äthiopien noch die historischen Regionen Nubien, Sudan und Teile Libyens einschloss und das gesamte Afrika südlich der bekannten nordafrikanischen Küstengebiete Mauretanien, Libyen und Ägypten umfasste. 
Die südliche Ausdehnung Afrikas war in der Antike nicht bekannt, der südlichste Handelsplatz an der Westküste war die Insel Kerne, wohl in der Mündung des Wadi Draa gelegen. An dessen Ufern lebten nach übereinstimmenden antiken Zeugnissen Schwarzafrikaner, die sogenannten „Hesperischen Äthiopier“, eine metaphorische Umschreibung für Äthiopier des Westens. Die Mündungsgebiete des Niger und des Senegal entdeckte wahrscheinlich bereits der karthagische Sufet Hanno um 470 v. Chr. Die reine Kenntnis führte jedoch nicht zu Handelsbeziehungen mit diesem Gebiet während der Antike. Laut dem Periplus Maris Erythraei aus dem 1. Jahrhundert n. Chr. war der südlichste Handelsplatz an der Ostküste Afrikas Rhapta im südlichen Tansania, der antike Seehandel nach Indien wurde aber regelmäßig über verschiedene Häfen weiter nördlich abgewickelt. Ob der phönizischen Expedition im Auftrag von Pharao Necho II. kurz nach 600 v. Chr. tatsächlich die südliche Umfahrung Afrikas (von Ost nach West) gelang, ist zweifelhaft. Jedenfalls gab es in der Antike fast keine Handelsbeziehungen zum Afrika südlich des Äquators und insofern waren die dortigen Menschen den Griechen und Römern unbekannt.
Da Aithiopia für die Antike am Rand der bekannten Welt lag, wurden gern sagenhafte Völker, Tiere und Städte dort lokalisiert. Ein Beispiel dafür sind die zahlreichen, teils sagenhaften aithiopischen Tierarten, die im Nilmosaik von Palestrina dargestellt wurden. Die Aithiopia war ein beliebtes Element im antiken Roman, titelgebend z. B. in den Aithiopika (Αἰθιοπικά Aithiopiká) des Heliodoros.